# Jean-Noël Charbonneau
Pour les articles homonymes, voir Charbonneau.
Jean-Noël Charbonneau, né le 5 juin 1875 à Montréal et mort le 26 janvier 1945, est un musicien, chef de chœur, grégorianiste et professeur de musique québécois.

## Biographie
Jean-Noël Charbonneau fit ses études classiques à l'institution Sainte-Thérèse puis perfectionna ses connaissances musicales sous la direction de Guillaume Couture et d'Achille Fortier. Il étudia aux côtés d'Arthur Letondal, Joseph-Daniel Dussault et Pascal Deremouchamps.
Il obtint un Doctorat en musique de l'Université de Montréal, se spécialisant dans le chant grégorien, sa thèse portant sur l'histoire musicale de l'Église.
Il exerça la fonction de maître de chapelle de l'église Saint-Charles de Montréal de 1900 à 1933, puis de maître de chapelle de la cathédrale de Salaberry-de-Valleyfield à partir de 1934.
En 1912, il fut désigné comme président et directeur artistique du Conservatoire national de Montréal, en remplacement de son président fondateur, Alphonse Lavallée-Smith. Il assumera cette fonction administrative jusqu'en 1922. Il fut également le Directeur fondateur de la Schola Cantorum de Montréal en 1915. Il était aussi le Directeur des études de l'Institut musical du Canada en 1922.
Jean-Noël Charbonneau était titulaire de la chaire de musique sacrée de l'Université de Montréal.